# Tramway de Riga
Le Tramway de Riga dessert la ville de Riga avec 6 lignes.
Sa fréquentation était de 33 398 059 passagers en 2015 .

## Histoire
Le 23 août 1882, la première ligne de tram à cheval a été ouverte à Riga. La compagnie possédait 95 chevaux. À partir de 1900, le réseau est électrifié par la Rigaer Strassenbahn Aktien-Gesellschaft. Riga possède ainsi le deuxième plus ancien réseau de tramway électrique des États baltes après Liepāja (allemand : Libau). La première ligne électrique a fonctionné à partir du 23 juillet 1900 sur Alexanderstrasse (letton : Brīvības iela). De 1901 à 1914, neuf nouvelles lignes d'une longueur totale d'environ 50 kilomètres ont été ouvertes. En 1914, le tramway comptait 16 lignes. L'année précédente, environ 52,1 millions de passagers ont été transportés.
Pendant et après la Première Guerre mondiale, la fréquentation du tramway a diminué. En 1928, il y avait neuf lignes, transportant 48,2 millions de passagers. Après la Seconde Guerre mondiale, le statu quo est resté en grande partie le même.
Dans les années 1950 et 1960, le tramway est de plus en plus remplacé par des bus et des trolleybus et plusieurs lignes sont supprimées. Le déclin s'est poursuivi dans les années 1980 et s'est terminé avec l'ouverture d'une ligne vers Imanta en 1984.

## Réseau actuel

### Lignes
Les lignes du Tramway en 2024 sont:
| Ligne | Destinations                             | Longueur aller | Longueur retour |
| ----- | ---------------------------------------- | -------------- | --------------- |
| 1     | Imanta - Jugla                           | 18,286 km      | 18,291 km       |
| 2     | Centrāltirgus – Tapešu iela              | 7,001 km       | 7,749 km        |
| 5     | Iļģuciems – Mīlgrāvis                    | 17,890 km      | 18,220 km       |
| 7     | Ausekļa iela – Tirdzniecības centrs Dole | 9,371 km       | 9,224 km        |
| 10    | Centrāltirgus – Bišumuiža                | 8,314 km       | 8,494 km        |
| 11    | Stacijas laukums – Mežaparks             | 10,293 km      | 9,969 km        |

### Parcours
| Lignes | Itinéraires |
| ------ | --- |
|        | Imanta ↔ Jugla Dammes iela – Anniņmuižas bulvāris – Bebru iela – Kurzemes prospekts – Jūrmalas gatve – Slokas iela – Uzvaras bulvāris – Akmens tilts – 11. novembra krastmala – Maskavas iela – Centrāltirgus iela – Prāgas iela – 13. janvāra iela – Radio iela – K. Barona iela – Brīvības iela – Gaisa tilts – Brīvības gatve – Ropažu iela – Brīvības gatve |
|        | Centrāltirgus ↔ Tapešu iela Centrāltirgus iela – Maskavas iela – 11. novembra krastmala – Akmens tilts – Uzvaras bulvāris – Slokas iela – A. Grīna bulvāris – Bāriņu iela – Mazā Nometņu iela – Margrietas iela – Kuldīgas iela – Tapešu iela |
|        | Jugla ↔ Ķengarags Brīvības gatve – Ropažu iela – Brīvības gatve – Gaisa tilts – Brīvības iela – K. Barona iela – Radio iela – Prāgas iela – Centrāltirgus iela – Maskavas iela – Mazā Krasta iela – Īsā iela – Maskavas iela |
|        | Iļģuciems ↔ Mīlgrāvis Lilijas iela – Dagmāras iela – Slokas iela – Uzvaras bulvāris – Akmens tilts – 11. novembra krastmala – 13. janvāra iela – Aspazijas bulvāris – Z. A. Meierovica bulvāris – K. Valdemāra iela – Kronvalda bulvāris – Eksporta iela – Pētersalas iela – Ganību dambis – Tilta iela – Sarkandaugavas iela – Sliežu iela – Tvaika iela       |
|        | Ausekļa iela ↔ Ķengarags Kronvalda bulvāris – K. Valdemāra iela – Z. A. Meierovica bulvāris – Aspazijas bulvāris – Prāgas iela – Centrāltirgus iela – Maskavas iela – Mazā Krasta iela – Īsā iela – Maskavas iela |
|        | Aldaris ↔ Ķengarags Sarkandaugavas iela – Tilta iela – Ganību dambis – Pētersalas iela – Eksporta iela – Kronvalda bulvāris – K. Valdemāra iela – Z. A. Meierovica bulvāris – Aspazijas bulvāris – Prāgas iela – Centrāltirgus iela – Maskavas iela – Mazā Krasta iela – Īsā iela – Maskavas iela                                                               |
|        | Aldaris ↔ Ķengarags Sarkandaugavas iela – Tilta iela – Ganību dambis – Pētersalas iela – Eksporta iela – Kronvalda bulvāris – K. Valdemāra iela – Z. A. Meierovica bulvāris – Aspazijas bulvāris – Prāgas iela – Centrāltirgus iela – Maskavas iela – Mazā Krasta iela – Īsā iela – Maskavas iela                                                               |
|        | Ausekļa iela ↔ Mežaparks Centrāltirgus iela – Maskavas iela – 11. novembra krastmala – Akmens tilts – Uzvaras bulvāris – O. Vācieša iela – F. Brīvzemnieka iela – Vienības gatve – Telts iela – Neretas iela – Bauskas iela |

## Anciennes lignes
| Ligne | Destinations                        | Longueur aller | Longueur retour |
| ----- | ----------------------------------- | -------------- | --------------- |
| 9     | Aldaris – Tirdzniecības centrs Dole | 16,973 km      | 17,058 km       |
| 3     | Jugla – Tirdzniecības centrs Dole   | 15,076 km      | 15,220 km       |

## Matériel roulant
| Constructeur | Modèle      | Livraisons | Nombre |
| ------------ | ----------- | ---------- | ------ |
| ČKD Tatra    | T3SU        | 1974–1987  | 467    |
| ČKD Tatra    | T6B5SU      | 1988–1990  | 062    |
| Škoda        | Škoda 15 T  | 2010       | 20     |
| Škoda        | Škoda 15 T1 | 2012       | 6      |